# Monium
Monium és un gènere de plantes de la família de les poàcies, ordre de les poals, subclasse de les commelínides, classe de les liliòpsides, divisió dels magnoliofitins.

## Taxonomia
- Monium congestum
- Monium funereum
- Monium macrochaetum
- Monium monianthum
- Monium rufum
- Monium trepidarium
- Monium trichaetum